# Jorge Campos (Tischtennisspieler)
Jorge Moisés Campos Valdés (* 19. September 1991 in Havanna) ist ein kubanischer Tischtennisspieler. Er nahm zweimal an den Olympischen Spielen teil und gewann mehrere Medaillen bei Panamerikanischen Spielen und Meisterschaften. Campos ist Rechtshänder, Angriffsspieler und verwendet die Shakehand-Schlägerhaltung.                                                                                           

## Turnierergebnisse
| Verband | Veranstaltung              | Jahr | Ort                 | Land | Einzel        | Doppel        | Mixed         | Team          |
| ------- | -------------------------- | ---- | ------------------- | ---- | ------------- | ------------- | ------------- | ------------- |
| CUB     | Olympische Spiele          | 2020 | Tokio               | JPN  |               |               | letzte 16     |               |
| CUB     | Olympische Spiele          | 2016 | Rio de Janeiro      | BRA  | letzte 128    |               |               |               |
| CUB     | Panamerikanische Spiele    | 2019 | Lima                | PER  | letzte 32     | Viertelfinale | Viertelfinale | Halbfinale    |
| CUB     | Panamerikanische Spiele    | 2015 | Toronto             | CAN  | letzte 16     |               |               | Viertelfinale |
| CUB     | Panamerikanische Spiele    | 2011 | Guadalajara         | MEX  | Viertelfinale |               |               | Halbfinale    |
| CUB     | Panamerikameisterschaft    | 2018 | Santiago de Chile   | CHI  | letzte 16     | letzte 16     | letzte 32     | Viertelfinale |
| CUB     | Panamerikameisterschaft    | 2017 | Cartagena de Indias | COL  | Viertelfinale | Silber        | Viertelfinale | Viertelfinale |
| CUB     | Lateinamerikameisterschaft | 2019 | Guatemala-Stadt     | GUA  | Silber        |               |               |               |
| CUB     | Lateinamerikameisterschaft | 2018 | Havanna             | CUB  | letzte 32     |               |               | Halbfinale    |
| CUB     | Lateinamerikameisterschaft | 2012 | Rio de Janeiro      | BRA  | letzte 16     |               |               | Viertelfinale |
| CUB     | Lateinamerikameisterschaft | 2011 | Guadalajara         | MEX  | letzte 64     | letzte 16     | letzte 64     | Viertelfinale |
| CUB     | Lateinamerikacup           | 2016 | Guatemala-Stadt     | GUA  | Viertelfinale |               |               |               |
| CUB     | Lateinamerikacup           | 2015 | Havanna             | CUB  | Qual.         |               |               |               |
| CUB     | Lateinamerikacup           | 2012 | San Jose            | CRC  | Qual.         |               |               |               |
| CUB     | World Tour                 | 2016 | Santiago de Chile   | CHI  | letzte 16     | Halbfinale    |               |               |
| CUB     | World Tour                 | 2012 | Velenje             | SLO  | Qual.         | letzte 32     |               |               |
| CUB     | Weltmeisterschaft          | 2019 | Budapest            | HUN  | Qual.         | letzte 128    |               |               |
| CUB     | Weltmeisterschaft          | 2018 | Halmstad            | SWE  |               |               |               | 57            |
| CUB     | Weltmeisterschaft          | 2013 | Paris               | FRA  | letzte 64     | letzte 32     |               |               |
| CUB     | Weltmeisterschaft          | 2011 | Rotterdam           | NED  | letzte 128    | letzte 64     |               |               |